# کهک (دلیجان)
کهک (دلیجان)،یا کهک نزار روستایی از توابع بخش مرکزی شهرستان دلیجان در استان مرکزی ایران است.

## جمعیت
این روستا در دهستان دودهک قرار دارد و براساس سرشماری مرکز آمار ایران در سال ۱۳۸۵، جمعیت آن ۱۱۶ نفر (۴۰خانوار) بوده‌است.

## جاذبه های گردشگری
از جاذبه های گردشگری این روستا میتوان غار سن ایک  یا همان غار کهک ؛ کاروانسرای شاه عباسی و مقبره خاندان آقاخانی محلاتی و بقایای قلعه ای مستحکم بهجای مانده از اسماعیلیه و حیات وحش هفتاد قله،طبیعت کوهستانی وبکر را می توان نام برد